# Самурза
Самурза (на молдовски: Samurza) е село, разположено в Тараклийски район, Молдова.

## Население
Населението на селото през 2004 година е 269 души, от тях:
- 103 – молдовци (38,29 %)
- 85 – гагаузи (31,60 %)
- 33 – българи (12,26 %)
- 28 – руснаци (10,41 %)
- 11 – украинци (4,09 %)
- 9 – други националности или неопределени (3,34 %)